# ThinkPad
ThinkPad — модельный ряд ноутбуков, разработанная корпорацией IBM и выпускавшаяся ею с 1992 по 2005 год, с 2005 года права на производство этой серии переданы компании Lenovo.

## История
IBM запустила линию ноутбуков ThinkPad в 1992 году. В названии отражён слоган, придуманный Томасом Уотсоном-старшим в 1920-е годы (англ. Think! — Думай!) и использовавшийся на фирменных блокнотах, название «ThinkPad» было предложено сотрудником IBM Дэнни Уэйнрайтом.
Первые три модели ThinkPad — 700, 700C и 700T — были выпущены в октябре 1992 года. В модели 700C использовался процессор 486SLC (25 МГц), жёсткий диск объёмом 120 МБ, впервые в истории был выпущен 10,4-дюймовый цветной ЖК-дисплей. Его размеры были 56 мм × 300 мм × 210 мм, а масса — 2,9 кг, цена ноутбука составила 4350 USD. В середину клавиатуры ноутбуков (между клавишами «G», «H» и «B») был встроен ярко-красный резиновый джойстик TrackPoint, который используется почти для всех ноутбуков линейки. Оригинальный дизайн концепции ThinkPad был создан итальянским дизайнером Ричардом Саппером в сотрудничестве с японским дизайнером Кадзухико Ямадзаки.

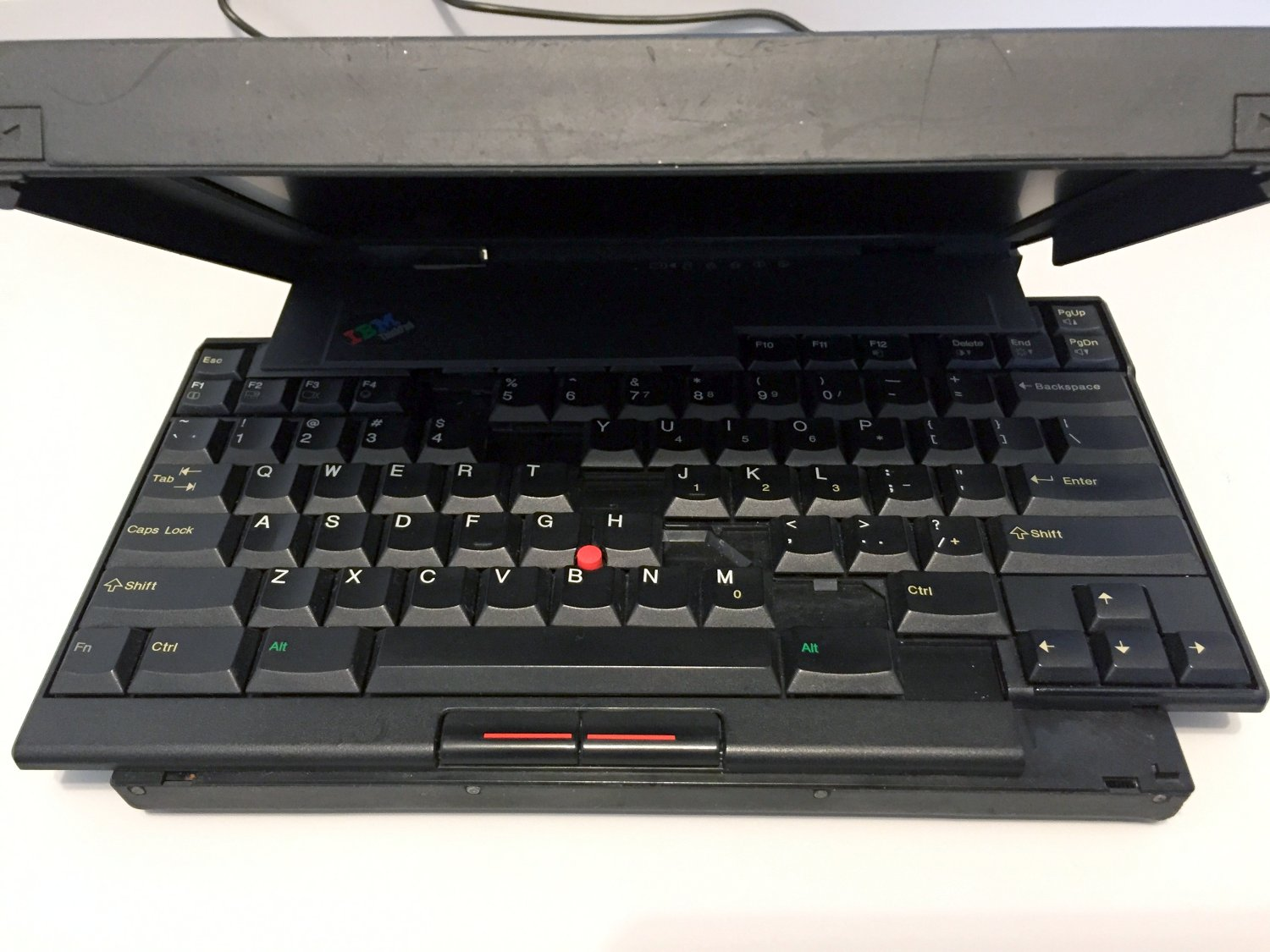
Клавиатура 701C

В ThinkPad 701 использовалась раскладная клавиатура TrackWrite, благодаря которой он является экспонатом Музея современного искусства в Нью-Йорке. Для другого ThinkPad (модели 760-й серии) был также создан необычный дизайн клавиатуры; её можно наклонять под различными углами по отношению к экрану для достижения наиболее выгодного положения.
После закрытия общего подразделения с LG в 2004 году, в 2005 году бренд ThinkPad был куплен китайским производителем ноутбуков Lenovo. Сделка была рассчитана на 5 лет, в течение которых IBM обязалась помогать с разработкой и поддержкой бренда; также до 2006 года на ноутбуках размещался логотип IBM. Только начиная с 2007 года он был заменён на логотип компании Lenovo.

## Традиционные черты ThinkPad

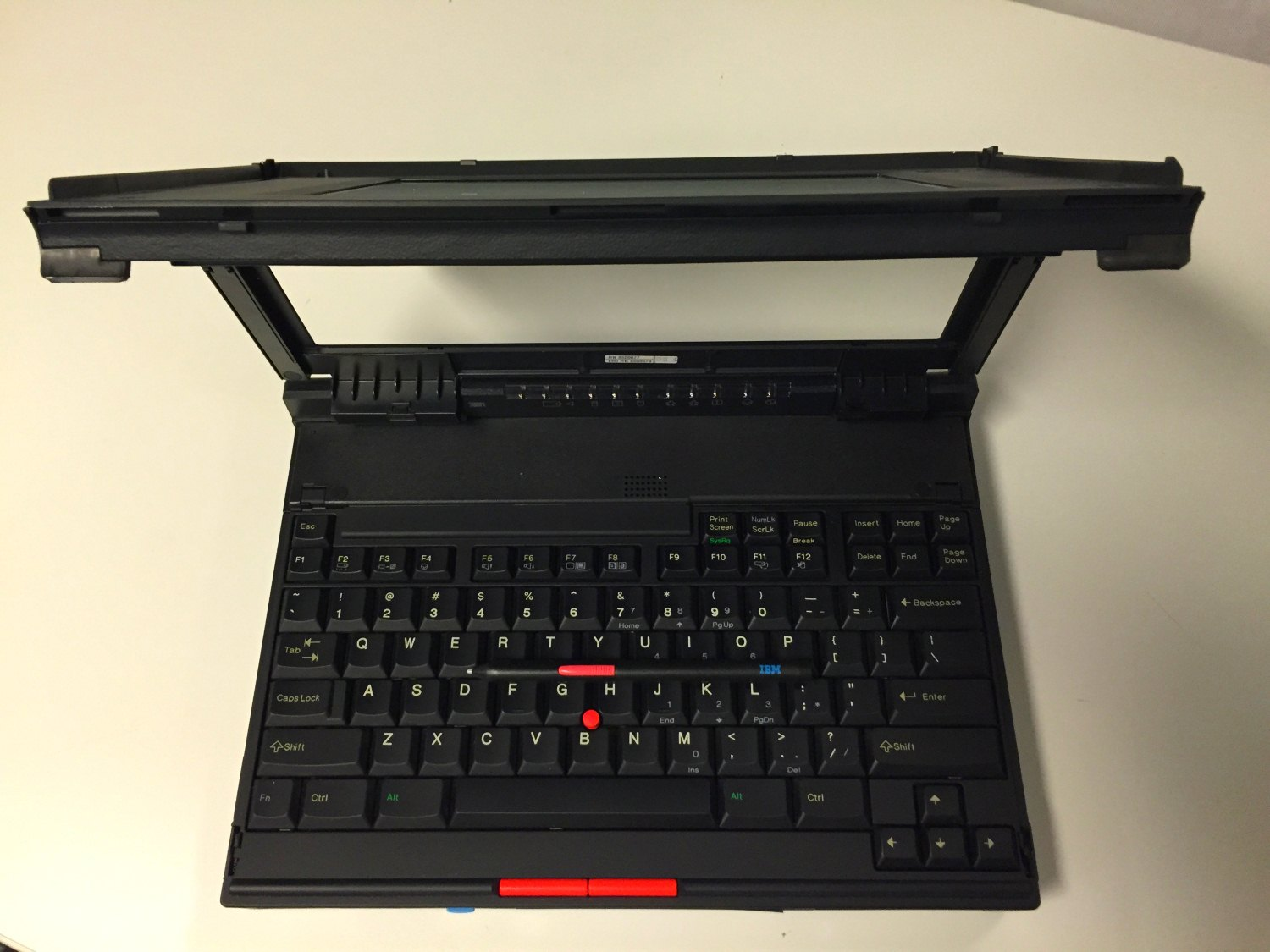
Трансформер 360 PE

Традиционно чёрные и угловатые, ноутбуки линейки ThinkPad собраны либо на жёсткой раме из магниевого сплава и титана (маркетинговое именование рамы — Rollcage — применялась в моделях Т классической платформы, начиная с T60 и до T430, в упрощённом виде — в аналогичных удешевлённых линейках, а с 2015 года применяется в серии P), либо в цельном магниевом поддоне (серия X, серия T начиная с T431s), либо в корпусах из углепластика (серия X1 Carbon, частично — современные серии X и T4xxS), либо из армированной пластмассы (актуальные бюджетные линейки). В моделях до 2013 года рамка жёсткости на внутренней стороне крышки (конструкция IBM Clamshell) не давала продавить экран. В моделях с классическими корпусами, с модели T20 до T431s (с 2000 по 2013 год) использовался одинаковый круглый разъём питания, на актуальных моделях (после смены платформы в 2013 году) разъём был заменён на плоский прямоугольный с теми же напряжениями; в последних моделях изредка применяется зарядка через USB-C.
Посредине клавиатуры всегда (кроме редких модификаций линейки chromebook) расположен красный резиновый микроджойстик. Под клавишей пробела — три кнопки для этого микроджойстика: две крайние (красные) служат кнопками мыши, центральная (синяя) — прокрутка. При нажатии на синюю кнопку одновременно с движением джойстиком прокручивается содержимое окна, на которое смотрит курсор — вверх, вниз или вбок.

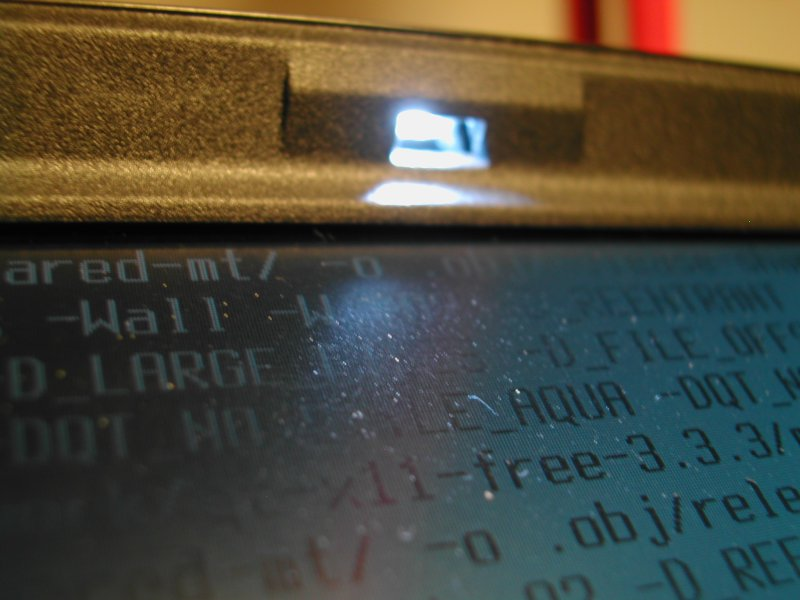
Включённый фонарик ThinkLight

Среди новшеств, реализованных в ноутбуках семейства:
- ThinkVantage Technologies — программно-аппаратный комплекс для повышения надёжности и безопасности использования ноутбука, ранее носивший название IBM Access. Также ноутбуки (после 2005 года) снабжены устройством считывания отпечатка пальцев[5], что повышает сохранность данных, позволяя обходиться без алфавитно-цифрового пароля.
- Active Protection System — акселерометр, который определяет, что компьютер падает, и ненадолго паркует головки жёсткого диска, чтобы предотвратить уничтожение данных[6].
- Специальные дренажные отверстия, служащие для безопасного отведения жидкости, пролитой на клавиатуру.
- Активное применение IPS-матриц с 2003 года (маркетинговое обозначение FlexView) — начиная с 15" моделей A30/A30p.
- PowerBridge — установка 2 независимых аккумуляторов с возможностью замены одного из них на лету.
- Модули TPM, ранее носившие названия IBM Embedded Security Chip и IBM Embedded Security Subsystem.
- Порты док-станций (и неактуальный порт UltraPort).

Неактуальные технологии:
- Ряд моделей был оснащён сенсорным поворачивающимся на 180° экраном, модели заменены линейкой более простых в производстве, дешёвых и популярных флипбуков Yoga.
- ThinkLight — встроенный в крышку светодиодный фонарик, подсвечивающий клавиатуру и не слепящий. Актуален для моделей до 2013 года, аналогичные фонарики присутствовали на ноутбуках HP EliteBook до 2012 года.
- Ultrabay — съёмный отсек дисковода, позволявший устанавливать в освободившееся пространство второй (или третий) накопитель, второй аккумулятор, или (в моделях IBM серий 20х и 30х) модуль цифровой клавиатуры, либо площадку под WorkPad C500.

Из отрицательных черт некоторых моделей линейки — в стандартных BIOS зачастую имеется сложноотключаемый список разрешённого оборудования (whitelist), позволяющий установку в порты MiniPci/MiniPci-e только внесённых в него модулей Wi-Fi и WWAN, в некоторых моделях (серий xx3x) без разблокировки не устанавливались неоригинальные аккумуляторы. Активно пользователями критиковался как переход к островной клавиатуре в сериях Tx3x/Xx3x/Wx3x, так и полная смена платформы корпуса в сериях Tx4x/Xx4x/Wx4x (что стало причиной возврата физических кнопок тачпада на последующих моделях линеек (а к модели W540 выпустили корректирующую модель W541), но не привело к возврату иных черт классической платформы). В актуальных моделях критикуется постепенный отказ от проприетарных портов подключения док-станций и замена их на концентраторы, выведенные через порт USB-C, что, кроме меньшего удобства, значительно осложняет работу с портами, работающими по принципу UART.

## Серии
У моделей с трёхзначной нумерацией (вида X***/T***/W***) буква означает серию. Первая цифра означает диагональ (2 для 12", 3 для 13", 4 для 14", 5 и 7 для 15" и 17" соответственно). Вторая цифра — поколение. Третья — уточняющая, и почти не используется. Уточняющие буквы в конце индекса — «s» для тонких и/или лёгких slim-версий, «i» и «e» для удешевлённых, «p» — для моделей повышенной вычислительной (в основном графической) мощности.
Текущие линейки:
- ThinkPad T — серия для бизнесменов. За высочайшую цену предлагался прочный ноутбук с 7-рядной клавиатурой (упрощена до 6-рядной с 2012 года), светодиодными индикаторами всех функций (упрощены до индикаторов на клавиатуре и единственной мигающей точки на крышке при обновлении платформы в 2013 году), отдельными кнопками управления звуком и подсветкой клавиатуры ThinkLight (упразднена с 2013 года), съёмным аккумулятором (кроме T***s начиная с T460s), опциональным вторым аккумулятором (кроме T***s начиная с T440s и всех T***p), портом док-станции. Расширенная гарантия подразумевает замену разбитого ноутбука на месте.

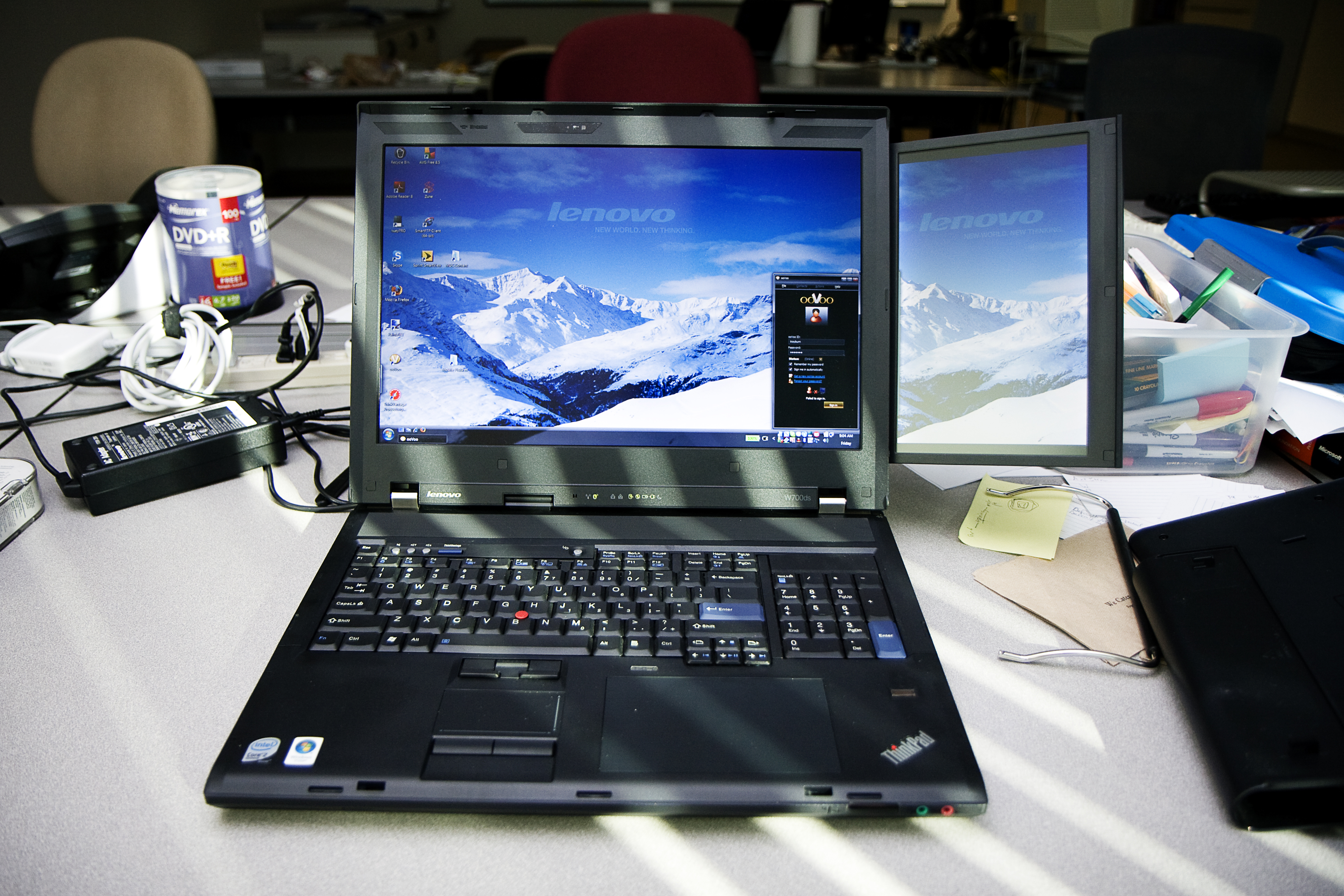
W700ds в полной комплектации

- ThinkPad P (ответвление T**p, ранее W***) — быстрые тяжёлые ноутбуки (мобильные рабочие станции) для пользователей САПР, дизайнеров и (в меньшей степени) геймеров, несущие узкоспециализированное железо, включающее видеокарты семейств Quadro/FirePro и процессоры вплоть до мобильных модификаций Intel Xeon. Экспериментальные 17" W7xxds модели имели до 2 дисплев — основной и выдвигающийся из основного дополнительный, экспериментально встраивался графический планшет. Для работы с графикой возможно заказать встроенный калибратор цветового тона дисплея.

В августе 2018 года компания Lenovo представила ThinkPad P72, самый мощный ноутбук серии, который оснащается процессорами Core i9 и Xeon, а также дискретной видеокартой Nvidia Quadro P5200.

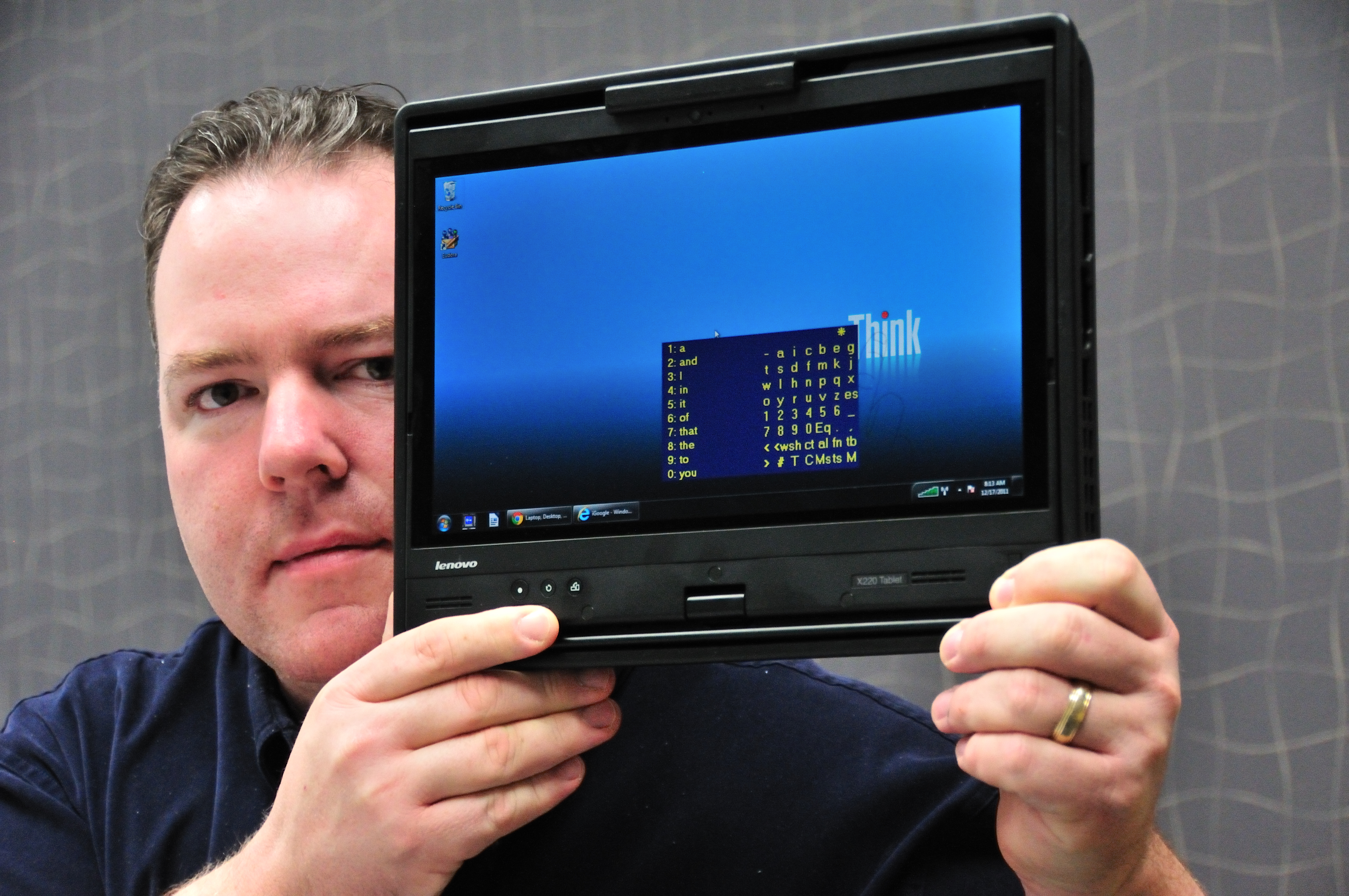
X220 Tablet Стивена Хокинга

- ThinkPad X — лёгкие ультрапортативные ноутбуки. Чтобы достичь традиционной для ThinkPad прочности при компактных габаритах, во многих моделях корпус сделан либо из магния с карбоновыми вставками, либо непосредственно из карбона. Для максимального облегчения долгое время (вплоть до моделей X200s и X200 tablet) не использовался тачпад.

- Thinkpad X Tablet (2004—2012) — упразднённая сублинейка поворотных трансформеров, завершена с 2013 года и заменена флипбуками Thinkpad Yoga. Во всех моделях линейки классических Tablet устанавливалась FFS либо IPS-матрица (но были и яркие проблемы с экранами — у X61 с повышенным (SXGA+) разрешением уже в первые годы эксплуатации начинали образовываться пузыри между стеклом и матрицей). Модель X41 Tablet (2005) считается последним ноутбуком линейки, в разработке которого не принимали участие Lenovo.
- Thinkpad X1 Tablet (2016-текущ.) — линейка планшетов с пристяжной клавиатурой; Пересекается с линейкой Thinkpad Tablet, являясь её премиальной вариацией.

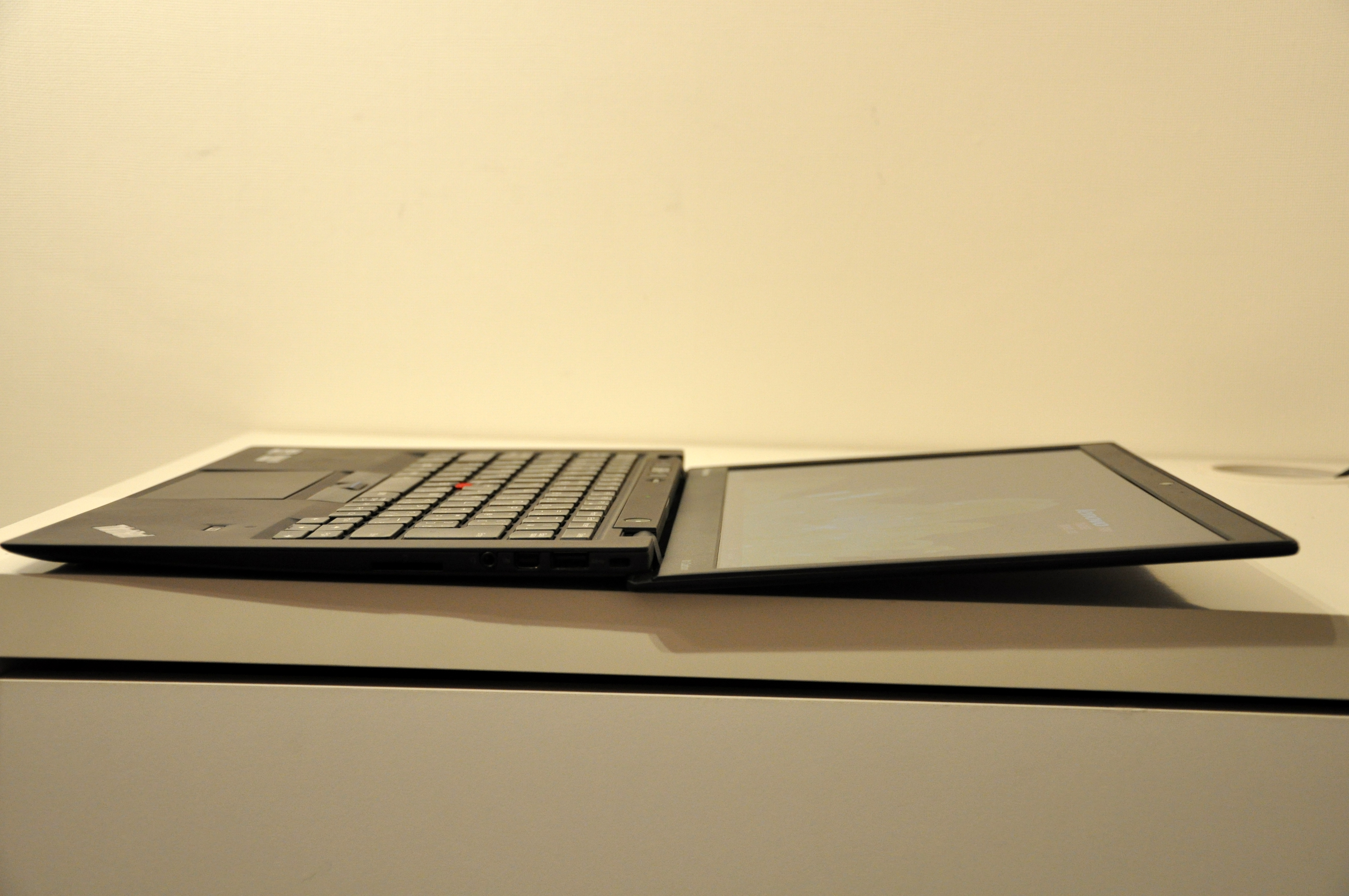
X1 Carbon первого поколения

- Thinkpad X1 — Премиальная линейка тонких ноутбуков; Thinkpad X1 Yoga считается премиальной/бизнес-вариацией обычного флипбука Lenovo Yoga/Thinkpad Yoga, Thinkpad X1 Carbon позиционируется как наиболее продвинутый и технологичный ультрабук во всей линейке ноутбуков Lenovo.

Во всех моделях X серии всегда распаян процессор (стандартного вольтажа до модели X230, менее производительные низковольтные — в slim версии, но начиная с модели X240 низковольтные процессоры устанавливаются на основную линейку). В стандартных моделях (до модели X260) устанавливается 2 слота для оперативной памяти, в моделях X270 и X280 — 1 слот, а в моделях X серии оперативная память всегда распаяна на плате, при этом процессор из низковольтной «U» серии по умолчанию (кроме Carbon Extreme). Несъёмные аккумуляторы только у линейки X1, Yoga и у модели X280 из стандартных.
- ThinkPad 11e (2014-текущ.) — линейка 11" ноутбуков для школ и школьников.
- ThinkPad L (ранее ThinkPad R) — ноутбук среднего уровня с быстрым процессором. R серия изготавливалась на заводах фирмы Wistron после её отделения от компании Acer.
- ThinkPad E (ранее Edge, изредка ThinkPad S) — недорогие и относительно слабые ноутбуки размером от 12 до 15 дюймов с упрощённой классической клавиатурой (до смены на островную), с меньшим количеством портов и менее прочным корпусом.

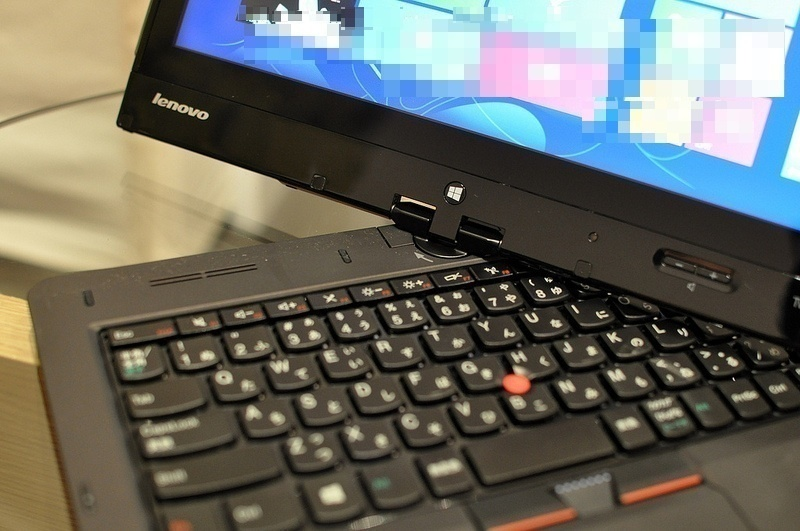
Механизм поворота Thinkpad X6x/X2xx Tablet и Thinkpad Twist (на картинке)

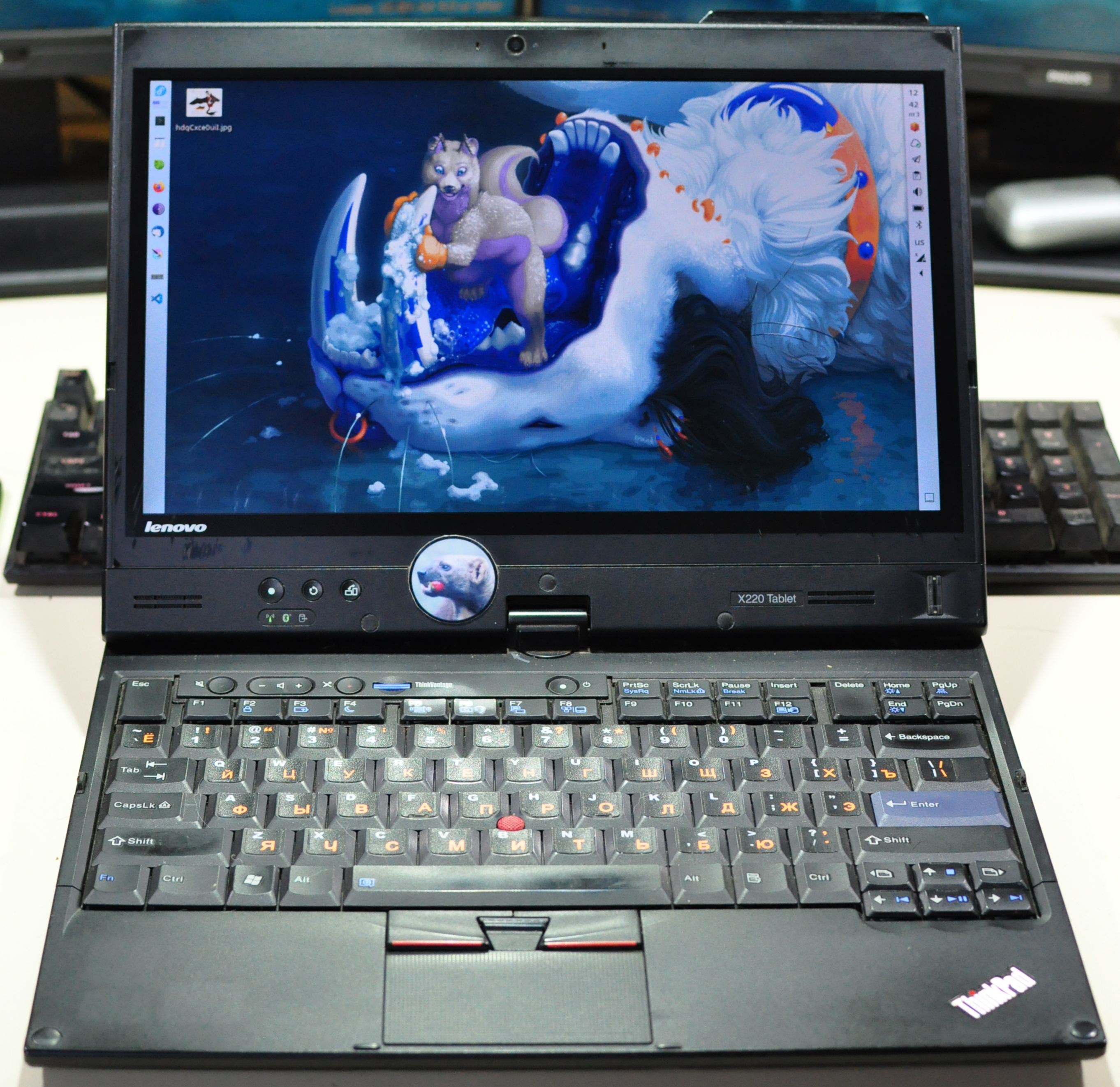
Ттрансформер Lenovo ThinkPad x220 Tablet в режиме ноутбука

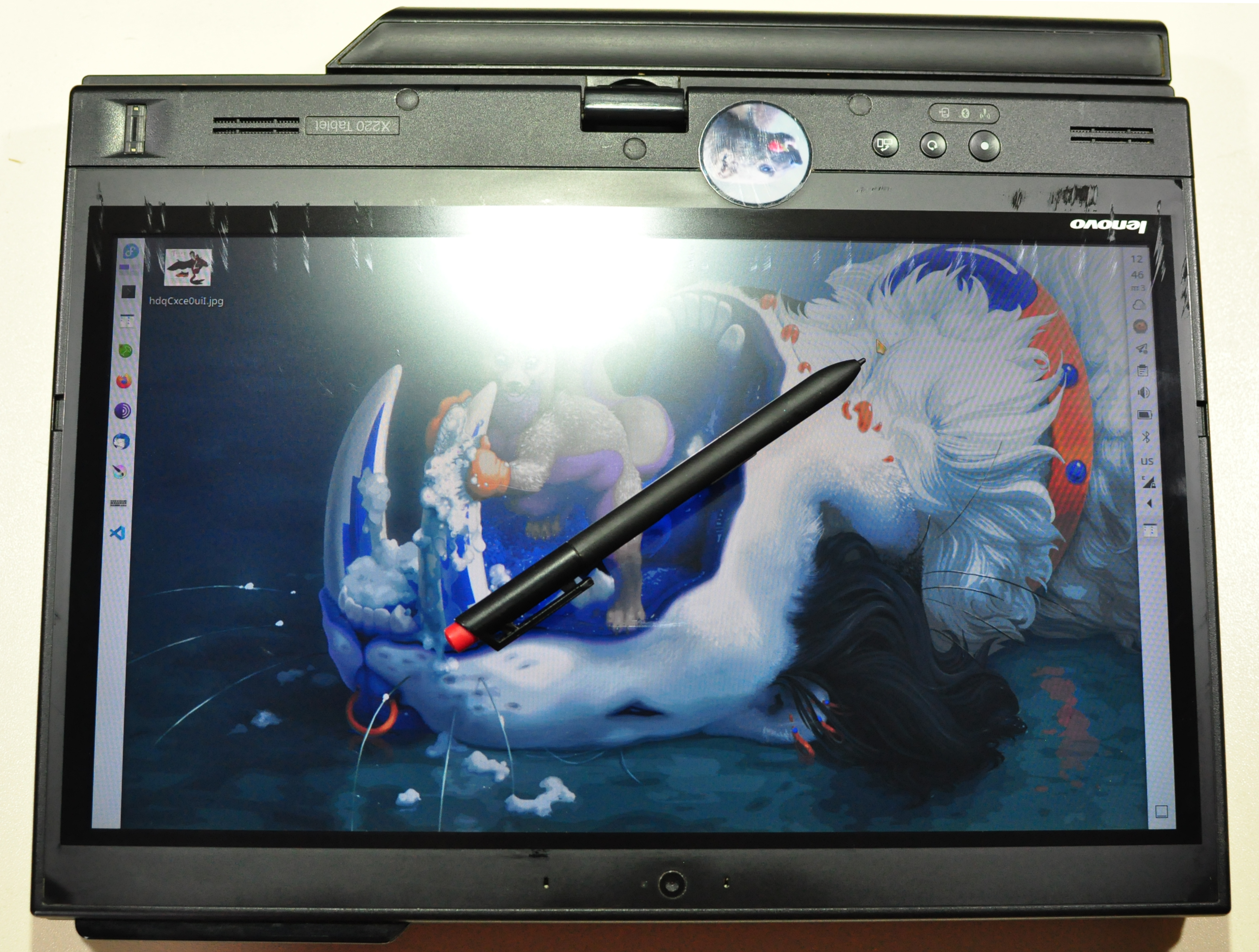
Трансформер Lenovo ThinkPad x220 Tablet в режиме планшета

- ThinkPad S — ноутбук в формате «ультрабук», тонкий и с упрощённой клавиатурой.

- ThinkPad Tablet — линейка планшетов; Первый (ThinkPad Tablet) работал под управлением Android, последующие (ThinkPad Tablet 2, ThinkPad Tablet 8 и ThinkPad Tablet 10) работали под управлением Windows. Линейка Thinkpad X1 Tablet пересекается с линейкой ноутбуков Thinkpad X1.
- ThinkPad Yoga — линейка ноутбуков-трансформеров; пересекается с линейками X/X1, L и (в меньшей степени) P.

### Архивные серии
- IBM ThinkPad A — линейка мобильных рабочих станций.

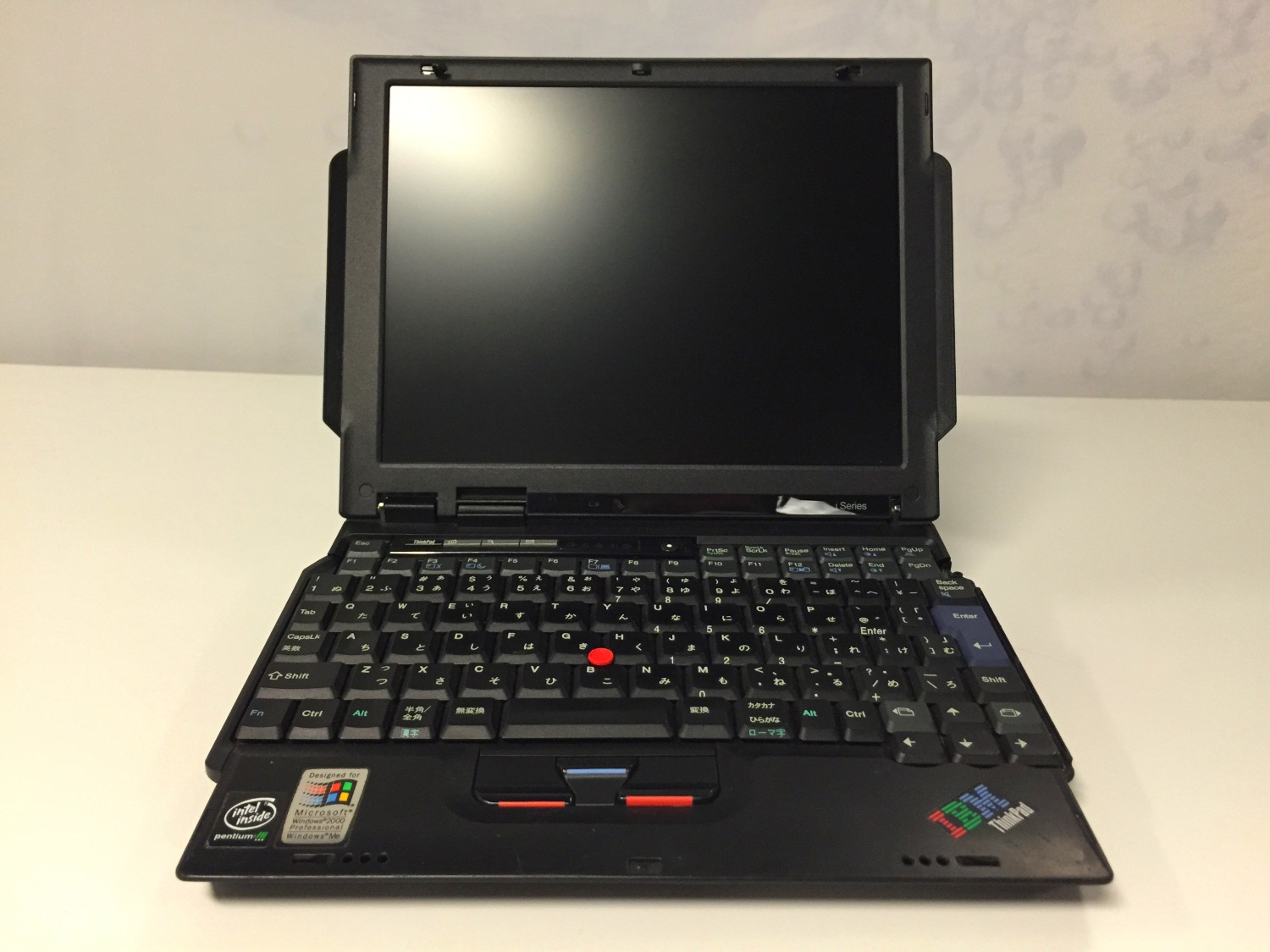
i series S30

- i series S30ThinkPad i — серия ноутбуков, производившаяся фирмой Acer (в частности модели i14xx и i15xx) на собственных производственных мощностях (выделившихся в компанию Wistron[15] в 2000 году и завершивших линейку), на своих платформах, но под брендом IBM для азиатского рынка. Первые модели (type 2611) имели отличный от иных Thinkpad коннектор (5,5/2,1 мм, 19 В)[16], дальнейшие модели (type 2621 и дальше) имели стандартный вывод (5,5/2,5 мм), но сниженное до 16-17 В напряжение[17].
  - ThinkPad A — В 2017 и 2018 годах — линейка моделей на процессорах AMD, была в 2019 объединена с Т-серией.
    - Ранее: с 2000 по 2004 год — одноимённая линейка мобильных рабочих станций.
- ThinkPad 13 (2016—2018) — бюджетная линейка 13" ультрабуков, ориентирована на студентов и на оптовые поставки в университеты и библиотеки[18]. В 2019 была объединена с линейкой L.
- ThinkPad Helix — Ноутбук с отстёгивающимся экраном-планшетом; Вышло 2 поколения, соответственно в 2013 и 2014 годах.

Иные серии

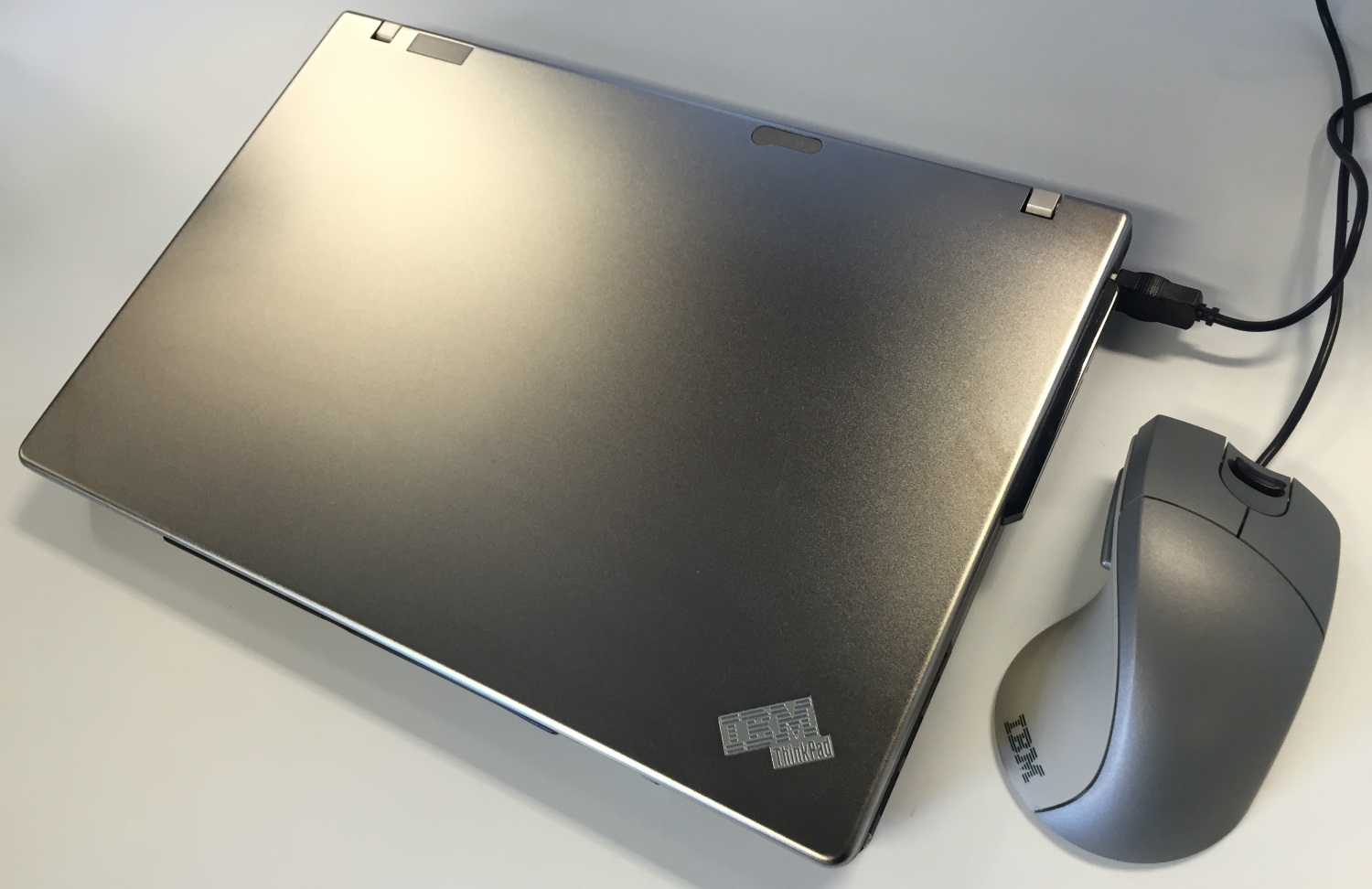
Титановая верхняя крышка модели Z60t

- Экспериментальные модели — TransNote (2001), PC110.
- Юбилейные модели —
  - Thinkpad Reserve edition (модифицированный x60s в кожаном чехле), выпущенный в честь 15летия линейки в 2008 году;
  - Thinkpad 25 Anniversary edition — T470 с клавиатурой, повторяющей семирядную клавиатуру моделей до 2013 года, но в остальном соответствующий актуальной упрощённой платформе T-серии (не имеет подсветки Thinklight, защёлок крышки, каркаса Rollcage, имеет только 1 слот под SSD, критиковалась и ординарная 16:9 матрица)[19]. выпущен в честь 25-летия линейки в 2018 году.

## Признание ноутбука
Laptop Magazine в 2006 году назвал ThinkPad ноутбуком с самой лучшей и качественной клавиатурой в мире. ThinkPad в 2007 году в обзоре журнала PC Magazine был признан самым надёжным ноутбуком в мире.
Серия ThinkPad стала первым продуктом, который получил премию Зала славы журнала PC World. Ноутбуки серии ThinkPad X были признаны выбором редакции журнала среди планшетных компьютеров. ThinkPad X60s занял первое место в соревновании среди ультрапортативных ноутбуков журнала PC World. Он смог проработать 8 часов и 21 минуту на одной зарядке.
Lenovo ThinkPad X60s попал в Top-100 журнала PC World в 2006 году. В 2005 году тот же журнал признал ThinkPad самым надёжным ноутбуком в мире. В 2004 году он занял второе место (после eMachines).
Гринпис назвал компанию Lenovo самой экологически чистой компанией в ИТ-индустрии в 2007 году, но компания опустилась до 14 места из 17 по состоянию на октябрь 2010 года. Lenovo ThinkPad T60p стал выбором редакции журнала PC Magazine как лучшая мобильная рабочая станция.

## Использование в космосе
НАСА приобрело более 500 ноутбуков ThinkPad 750 для лётной квалификации, разработки программного обеспечения и подготовки экипажей. Ноутбуки используются на шаттлах и на Международной космической станции, однако эти ноутбуки несколько модифицированы из-за среды, в которой они работают. Специально для использования в космосе добавлена лента-липучка, для того чтобы прикреплять ноутбуки к какой-либо поверхности, и изменено расположение процессора, видеокарты и вентилятора из-за невесомости и меньшей плотности воздуха (горячий воздух не поднимается).
ThinkPad 750 располагался на борту шаттла «Индевор» во время миссии по ремонту космического телескопа «Хаббл» 2 декабря 1993 года. Задача ThinkPad 750C заключалась в том, чтобы запустить тестовую программу НАСА, которая должна была определить, чем вызвано радиационное излучение.

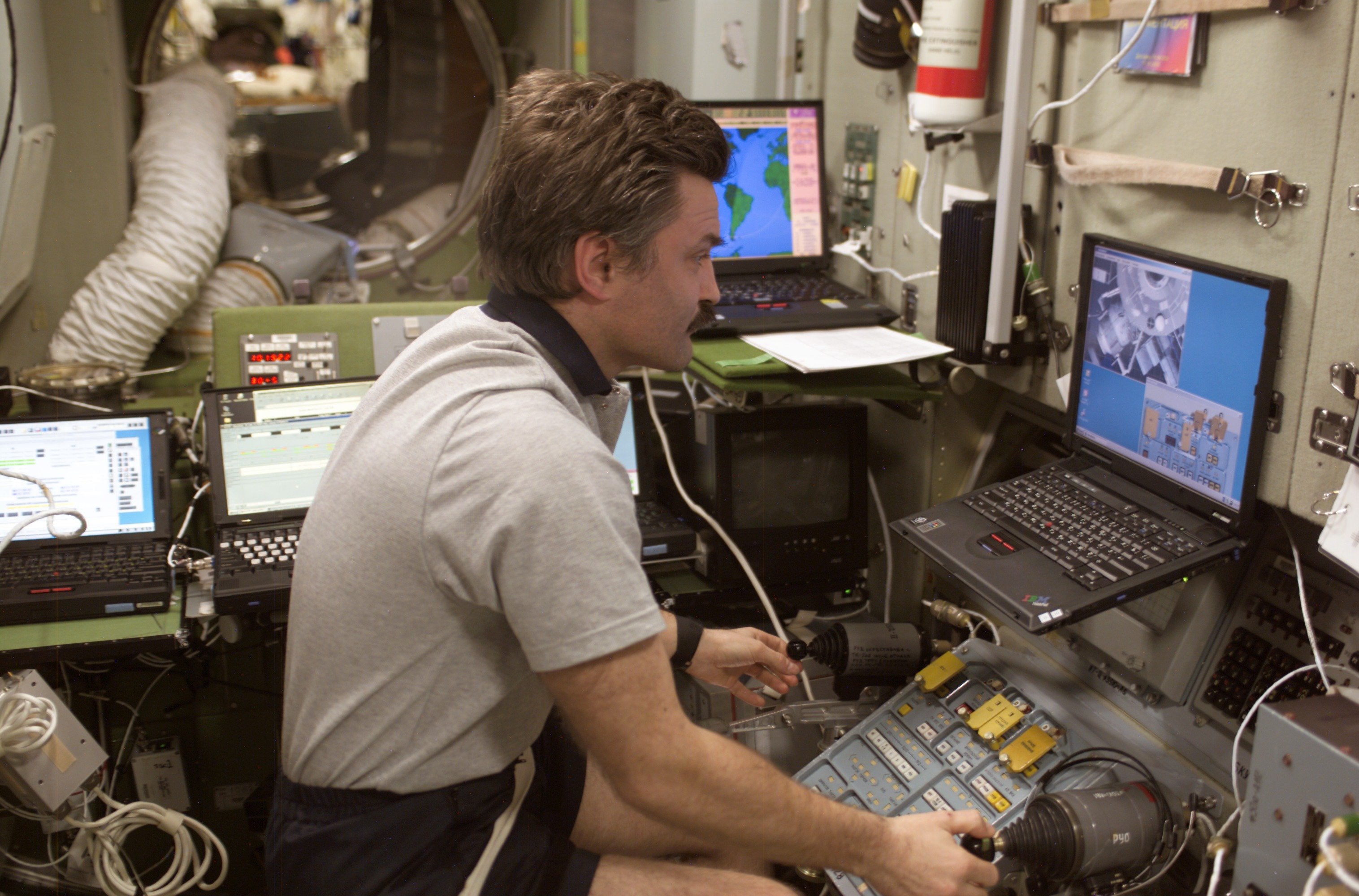
ThinkPad на МКС

Начиная с 2006 года ThinkPad A31p используется в почтовой службе центрального модуля МКС, и семь других ноутбуков ThinkPad A31p находятся в эксплуатации на орбите на борту Международной космической станции. По состоянию на 2010 год космическая станция была оснащена 68 компьютерами ThinkPad A31, а также 32 новыми ноутбуками Lenovo ThinkPad T61. Работа по объединению этих ноутбуков в локальную сеть продолжалась до июня 2011 года. Все ноутбуки на борту МКС подключены к локальной сети станции с помощью Wi-Fi и связаны с Землёй соединением 3 Мбит/с.

## Libreboot
Ноутбуки Thinkpad (поколений 6*, *00) со встроенной графикой являются редкими представителями платформ, поддерживающих загрузку через прошивку Libreboot (вместо классических привычных BIOS/UEFI). Кроме моделей Thinkpad, в списке присутствуют Apple MacBook 2,1 и ASUS Chromebook C201.
Для моделей поколений *01, *10, *20, *30 (по состоянию на 2018 год) разрабатывается проект Coreboot, имеющий общую с Libreboot кодовую базу.